# Evaristo Piza
Evaristo de Toledo Piza, mais conhecido como Evaristo Piza (Campinas, 27 de julho de 1972), é um treinador de futebol brasileiro. Atualmente treina o Botafogo da Paraíba.

## Títulos

### Como treinador
Manaus
- Campeonato Amazonense: 2022[1]

Botafogo-PB
- Campeonato Paraibano: 2019[2]

Capivariano
- Campeonato Paulista - Série A2: 2014[3]